# Dev-C++
Dev-C++ er et frit integreret udviklingsmiljø. Programmet kan bruges til at programmere C og C++.

## Varianter
Dev-C++ findes til Windows og Linux. Der findes også en portabel version til Windows.

## Status
Projektet er forladt. Windows-varianten er ikke opdateret siden 2005. Den seneste version er en betaversion. Linuxvarianten er ikke opdateret siden 2001 og er også i beta-stadiet. Fordi Dev-C++ kommer sammen med GCC compileren er GCC versionen som programmet kommer med også over 5 år gammel. Udviklingsmiljøet har kendte fejl som ikke er rettet og ikke vil blive det. Compileren har også kendte fejl i den gamle version, men GCC er ikke forladt og man kan derfor opdatere compileren, selv når der ikke kommer nye Dev-C++ versioner.
Der findes en endnu aktiv videreudvikling af Dev-C++ som hedder wxDev-C++. Andre alternativer er NetBeans, Visual Studio (C++ varianten, Express udgaven), Code::Blocks, CodeLite, Anjuta eller Eclipse.